# Primera Liga Femenina de la República Srpska en baloncesto
La Primera Liga Femenina de la República Srpska (en serbio: Прва женска лига Републике Српске), conocida como Meridianbet Prva ženska liga RS por motivos de patrocinio, es una competición profesional de baloncesto femenino que se celebra en la República Srpska, una entidad de Bosnia y Herzegovina.
Antes de la creación del campeonato de la República Srpska en la temporada 1992/93, los equipos de esta región participaban en el sistema de liga de Yugoslavia. El primer campeón de la liga fue el ŽKK Mladi Krajišnik de Banja Luka, que ganó nueve títulos consecutivos. Durante la década de 1990, el club también compitió en el Campeonato de la RFS de Yugoslavia, logrando el segundo lugar en la temporada 1997–98. 
El campeonato está organizado por la Asociación de Baloncesto de la República Srpska, y en la temporada 2024/25 compiten cinco clubes.
La Primera Liga Femenina de la República Srpska es una competición de nivel inferior al Campeonato de Bosnia y Herzegovina de baloncesto femenino, en el que participan equipos de la República Srpska junto con clubes de otras regiones del país, con un total de doce equipos.  Además, algunos equipos de la República Srpska también participan en la Liga WABA, una competición internacional de clubes femeninos de la región balcánica.

## Sistema de competencia
El campeonato consta de dos fases:
Primera faseCorresponde a la etapa liguera del torneo, que se disputa bajo un sistema de doble puntuación (un partido en casa y otro como visitante).
Segunda fase (Play-Offs)Es una competición entre los cuatro equipos mejor clasificados tras la fase de liga. El ganador de los Play-Offs se convierte en el campeón de la República Srpska y asegura un lugar en la  Campeonato de Bosnia y Herzegovina.

## Equipos temporada 2024-25[7]
| Equipo                | Ciudad         |
| --------------------- | -------------- |
| KK Budućnost BN       | Bijeljina      |
| OKK Igman             | Istočna Ilidža |
| KK Kostajnica         | Kostajnica     |
| KK Lider              | Gradiška       |
| ŽKK Sloboda Novi Grad | Novi Grad      |

## Palmarés
| Temporada | Campeón                  |
| 1992-93   | ŽKK Mladi Krajišnik      |
| 1993-94   | ŽKK Mladi Krajišnik      |
| 1994-95   | ŽKK Mladi Krajišnik      |
| 1995-96   | ŽKK Mladi Krajišnik      |
| 1996-97   | ŽKK Mladi Krajišnik      |
| 1997-98   | ŽKK Mladi Krajišnik      |
| 1998-99   | ŽKK Mladi Krajišnik      |
| 1999-00   | ŽKK Mladi Krajišnik      |
| 2000-01   | ŽKK Mladi Krajišnik      |
| 2001-02   |                          |
| 2002-03   |                          |
| 2003-04   |                          |
| 2004-05   |                          |
| 2005-06   |                          |
| 2006-07   |                          |
| 2007-08   |                          |
| 2008-09   | ŽKK Igman Istočna Ilidža |
| 2009-10   |                          |
| 2010-11   |                          |
| 2011-12   |                          |
| 2012-13   |                          |
| 2013-14   |                          |
| 2014-15   | ŽKK Igokea               |
| 2015-16   | ŽKK Kozara               |
| 2016-17   | ŽKK Kozara               |
| 2017-18   | ŽKK Trebinje 03          |
| 2018-19   | ŽKK Orlovi 2             |
| 2019-20   | ŽKK Feniks               |
| 2020-21   | ŽKK Lavovi               |
| 2021-22   | ŽKK Kozara               |
| 2022-23   | ŽKK Igman Istočna Ilidža |
| 2023-24   | ŽKK Feniks               |
| 2024-25   | ŽKK Igman Istočna Ilidža |